# Plagiohammus thiodes
Plagiohammus thiodes là một loài bọ cánh cứng trong họ Cerambycidae.